# Monaški evrokovanci
Monaški evrokovanci imajo dva različna motiva, za vsako od prvih dveh serij ter poseben motiv za kovanca za 1 in 2 €. . Na vseh kovancih je prisotnih 12 zvezd EU-ja in letnica kovanja. Pričakuje se, da se bo motiv na kovancih za 1 in 2 € v novi seriji spremenil, saj je prestol prevzel princ Albert.
Za prednjo stran kovance, ki je skupna v vseh državah, glej evrokovanci.

## Podoba monaških evrokovancev

### 1. serija
| Monaški evrokovanci (2001) – zadnja stran                    | Monaški evrokovanci (2001) – zadnja stran | Monaški evrokovanci (2001) – zadnja stran                                     |
| 0,01 €                                                       | 0,02 €                                    | 0,05 €                                                                        |
| ------------------------------------------------------------ | ----------------------------------------- | ----------------------------------------------------------------------------- |
|                                                              |                                           |                                                                               |
| Grb knežje rodbine Grimaldi                                  |                                           |                                                                               |
| 0,1 €                                                        | 0,2 €                                     | 0,5 €                                                                         |
|                                                              |                                           |                                                                               |
| Vitez iz pečata knežje rodbine Grimaldi                      |                                           |                                                                               |
| 1 €                                                          | 2 €                                       | Rob kovanca za 2 €                                                            |
|                                                              |                                           | Številka 2 med dvema zvezdicama, izmenično obrnjena na glavo, skupaj šestkrat |
| Portret kneza Rajnerja III. in princa Alberta II. Grimaldija | Portret kneza Rajnerja III. Grimaldija    |                                                                               |
|                                                              |                                           |                                                                               |

### 2. serija
| Monaški evrokovanci (2006) – zadnja stran | Monaški evrokovanci (2006) – zadnja stran | Monaški evrokovanci (2006) – zadnja stran                                     |
| 0,01 €                                    | 0,02 €                                    | 0,05 €                                                                        |
| ----------------------------------------- | ----------------------------------------- | ----------------------------------------------------------------------------- |
|                                           |                                           |                                                                               |
| Grb knežje rodbine Grimaldi               |                                           |                                                                               |
| 0,1 €                                     | 0,2 €                                     | 0,5 €                                                                         |
|                                           |                                           |                                                                               |
| Monogram kneza Alberta II. Grimaldija     |                                           |                                                                               |
| 1 €                                       | 2 €                                       | Rob kovanca za 2 €                                                            |
|                                           |                                           | Številka 2 med dvema zvezdicama, izmenično obrnjena na glavo, skupaj šestkrat |
| Knez Albert II. Grimaldi                  |                                           |                                                                               |
|                                           |                                           |                                                                               |